# DualHead2Go
Le DualHead2Go est une solution graphique externe multi-écran fabriquée par Matrox.
Il se présente sous la forme d'un boîtier d'à peu près la taille d'un paquet de cigarette et se connecte directement sur la sortie d'affichage VGA du système permettant ainsi de travailler avec une définition d'affichage de 2560 par 1024 étirée sur deux écrans. Le logiciel inclus, Matrox powerDesk, gère le positionnement des fenêtres et des messages contextuels sous Windows 2000 et Windows XP.